# مؤسسة مان كايند إنشياتيف
مؤسسة مان كايند إنشياتيف (بالإنجليزية:ManKind Initiative) هي مؤسسة خيرية مناهضة للعنف المنزلي ومقرها المملكة المتحدة وتأتي في طليعة المؤسسات التي تقدم الدعم لضحايا الإساءة والعنف المنزلي من الذكور. ومنذ إشهار هذه المؤسسة الخيرية عام 2001، فقد وفرت خطًا هاتفيًا للمساعدة، فضلاً عن التدريب والدعم للوكالات القانونية (الشرطة والسلطات المحلية في المقام الأول) وأطلقت حملات تضمن الاهتمام بضحايا العنف المنزلي من الذكور اهتمامًا مساويًا لما يقدم لضحايا العنف من الإناث. فهي إحدى المؤسسات القليلة في البلاد التي تهتم بمساعدة الضحايا من الذكور.
يقع المقر الرئيسي للمؤسسة في مدينة تونتون وتأسست عام 2001. وتنتشر فروعها الإقليمية في لندن وجنوب شرق إنجلترا، جنوب غرب إنجلترا، وويلز، وويست ميدلاندز.

## الأهداف
تؤمن مان كايند إنشياتيف بوجوب تقديم الدعم لضحايا العنف المنزلي من الذكور وأنه يجب تقديم الرعاية لجميع ضحايا العنف والإساءة المنزلية. كما ترفض النهج القائم على التمييز بين الجنسين في هذه القضايا والذي تنتهجه الحكومة، والسلطات المحلية، والشرطة؛ وتسعى في المقابل إلى إظهار أن العنف المنزلي قد يعاني منه أي شخص وأنه مشكلة اجتماعية وأسرية.
وتلتزم المؤسسة بمواجهة سياسات مناهضة العنف المنزلي القائمة على أساس الجنس والضارة، وتضمن تقديم المساعدة للجميع، بصرف النظر عن الجندر، أو العرق أو التوجه الجنسي. كما أنها تؤمن يقينًا أن على الرجال والنساء العمل سويًا لمعالجة قضية العنف المنزلي، وأن سياسات التمييز على أساس الجنس يجب عزلها عن القضية وأن الضحايا يجب التعامل معهم بوصفهم أفرادًا.

## الأنشطة
تدير مؤسسة مان كايند إنشياتيف خطًا هاتفيًا لمساعدة الضحايا الذكور في المملكة المتحدة، ويعمل هذا الخط من الاثنين إلى الجمعة ليلاً ونهارًا. ومن ثمّ تحيل الضحايا إلى وكالات تقديم الخدمات أو الإيواء التي قد تكون متوفرة لهم. كما تنظم المؤسسة حملات للاعتراف بالضحايا الذكور، وتقدم ملاجئ للرجال من ضحايا العنف المنزلي، وتسعى لتوفير المزيد من الخدمات على المستوى المحلي.
حققت المؤسسة نجاحًا متزايدًا في الفترة الأخيرة بعد أن بدأت تلقي الضوء على محنة الضحايا من الذكور وتغيير المواقف تجاه العنف المنزلي. ومن النجاحات البارزة التي حققتها المؤسسة إجبار سلسلة متاجر سوبر دوج للتجزئة على سحب المنتجات التي تشجع على العنف ضد الرجال.
وتتمكن المؤسسة من الظهور بانتظام في وسائل الإعلام  ومن النجاحات التي شهدتها في وسائل الإعلام مساعدة شبكة بي بي سي في أن تنتج تقريرًا حول هذه القضية أذيع على راديو 1, وراديو 4  وبرنامج ذا ون شو. كما عرض على تلفزيون جي إم تي في، وذا سن،  والقناة 4.
وتسعى بين الحين والآخر إلى تحدي السلطات للتأكيد على أنها لم تنس مأساة الضحايا من الذكور. وتتضمن الحملات الأخيرة مواجهة لجنة المساواة وحقوق الإنسان، والنيابة العامة، وعمدة لندن.

## التمويل
يعمل في مؤسسة مان كايند إنشياتيف أربعة موظفين بدوام جزئي يعملون جنبًا إلى جنب مع المتطوعين. ومع هذا فإنها تتلقى تمويلاً محدودًا، حيث بلغ دخلها عام 2010 حوالي 49938 جنيهًا إسترلينيًا.
ولا تتلقى المؤسسة أي دعم حكومي، وتعتمد على التبرعات فقط. وتتضمن قائمة شركاء التمويل: صندوق تيودر الاستئماني، صندوق لانكلي تشيس الاستئماني، مؤسسة نيشين وايد، واليانصيب الوطني، وكلية رويال الزراعية، وجامعة نيومان، وكرنفال ويستون سوبر مير ومجموعة هوج روبنسون.

## الرعاة والداعمون
ترعى المؤسسة إيرين بيزي (مؤسسة أول ملاجئ مناهضة العنف المنزلي)، لورد كوتر، النائب البرلماني جون بنروز وليز ليني عضو بالبرلمان الأوروبي.
تتميز المؤسسة بوجود ستة أمناء ويرأسها مارك بروكس.

## وصلات خارجية
- ManKind Initiative Website
- ManKind Initiative - Welsh Branch